# Santuário de Nossa Senhora da Salette
O Santuário de Nossa Senhora da Salette é um santuário localizado na comunidade de Linha Salette, no interior do município de Seara, no estado de Santa Catarina. Está sob a direção da Congregação do Espírito Santo.
Situado no Morro da Salete, proporciona uma vista de toda a cidade. É um local destinado a devoção de Maria, Mãe de Jesus, que apareceu para duas crianças, Melânia e Maximino, em 19 de setembro de 1846, na montanha de Salette, nos Alpes franceses.